# Top Singoli

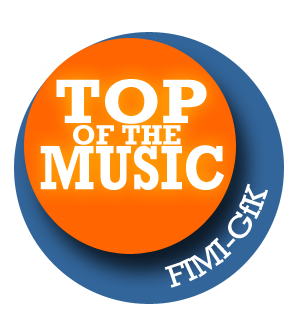
Logo ufficiale classifica "Top of the Music" della FIMI

La Top Singoli (precedentemente Top Digital Download e Top Digital) è la classifica ufficiale dei singoli più ascoltati e venduti in Italia, redatta dal 2006.

## La classifica
La FIMI Top Digital è costituita da 100 posizioni ed include l'integrazione dei dati di download e streaming audio, elaborati dalla GfK Retail & Technology Italia attraverso l'utilizzo di un fattore di conversione degli stream in download, come avviene in tutti i Paesi dove le classifiche integrano i due segmenti, per rendere compatibili i due modelli di business. Il fattore di conversione è stato di 100 stream per 1 download fino al 2 marzo 2017, mentre è di 130 stream per 1 download dal 3 marzo 2017.
La classifica viene pubblicata settimanalmente dalla Federazione Industria Musicale Italiana sul suo sito e sui social network ufficiali, con la dicitura "Top of the Music". Il meccanismo che incorpora i dati dello streaming con quelli dei download è divenuto operativo a partire dalla prima settimana di settembre 2014, includendo tutte le piattaforme di streaming attive in Italia come Deezer, Google Play, Juke, Napster, Play.me, Rdio, Spotify, TIMmusic e Xbox Live. Precedentemente, quando era ancora chiamata Top Digital Download, la classifica si basava esclusivamente sui dati di vendita dalla FIMI in collaborazione con Nielsen SoundScan sino al 2011 e con GfK in seguito, e pubblicata sul sito Web della FIMI stessa ogni giovedì. Questa classifica venne stilata a partire dall'aprile 2006 ed è diventata in seguito la classifica ufficiale italiana a partire dal gennaio 2008, quando ha sostituito quella dei singoli e mix terminata alla fine del 2007.

## Dati e record degli artisti e brani presenti

### Brani certificati dischi di diamante
- Domani 21/04.2009 di Artisti Uniti per l'Abruzzo
- Roma-Bangkok di Baby K feat. Giusy Ferreri[7]
- Cheap Thrills di Sia feat. Sean Paul
- Shape of You di Ed Sheeran
- Despacito di Luis Fonsi feat. Daddy Yankee

### Brani con più settimane in prima posizione (10 o oltre)
- 16 settimane
  - Waka Waka (This Time for Africa) di Shakira feat. Freshlyground (2010)
- 14 settimane
  - Hung Up di Madonna (2005/06)
  - Despacito di Luis Fonsi feat. Daddy Yankee (2017)
- 13 settimane
  - Non ti scordar mai di me di Giusy Ferreri (2008)
  - Bailando di Enrique Iglesias feat. Descemer Bueno & i Gente de Zona (2014)
- 12 settimane
  - Novembre di Giusy Ferreri (2008/09)
  - Domani 21/04.2009 di Artisti Uniti per l'Abruzzo (2009)
  - Wake Me Up di Avicii feat. Aloe Blacc (2013)
  - Sesso e samba di Tony Effe & Gaia (2024)
- 11 settimane
  - Someone like You  di Adele (2011)
  - Balada di Gusttavo Lima (2012)
  - Get Lucky dei Daft Punk feat. Pharrell Williams (2013)
  - Roma-Bangkok di Baby K feat. Giusy Ferreri (2015)
  - Amore e capoeira di Takagi & Ketra feat. Giusy Ferreri & Sean Kingston (2018)
  - La dolce vita di Fedez, Tananai & Mara Sattei (2022)
  - Italodisco di The Kolors (2023)
- 10 settimane
  - Danza kuduro di Don Omar feat. Lucenzo (2011)
  - Happy di Pharrell Williams (2014)
  - Sofia di Álvaro Soler (2016)
  - Senza pagare di J-Ax & Fedez feat. T-Pain (2017)
  - Brividi di Mahmood & Blanco (2022)

### Artisti con più brani musicali in prima posizione (4 o oltre)
| Artista                   | n° | Brani |
| ------------------------- | -- | --- |
| Sfera Ebbasta             | 30 | Tran Tran, Lamborghini, Cupido, Tesla, Peace & Love, Pablo, Borsello, Cabriolet, Happy Birthday, Stamm fort, Calipso, Gigolò, Supreme - L'ego, M' manc, Bottiglie privè, Baby, Nuovo Range, Mi fai impazzire, Solite pare, Piove, S!r!, Alleluia, X caso, Cookies n' Cream, On fire (Paid in full), Hoe, Bon ton, 15 piani, Fentanyl, Neon |
| Fedez                     | 12 | Magnifico, Vorrei ma non posto, Assenzio, Senza pagare, Italiana, Prima di ogni cosa, TVTB, Le feste di Pablo, Chiamami per nome, Mille, Meglio del cinema, La dolce vita |
| Lazza                     | 11 | Ho paura di uscire 2, Gigolò, Pussy, Piove, S!r!, Ferrari, Cenere, Bon ton, 100 messaggi, Zeri in più (Locura), Fentanyl |
| Guè                       | 10 | Weekend, Fragili, Lamborghini, Trap Phone, Borsello, Infinity Love, Cookies n' Cream, Nato per questo, Come un tuono, Oh mamma mia |
| Salmo                     | 9  | Perdonami, 90min, Cabriolet, Il cielo nella stanza, Ho paura di uscire 2, Boogieman, Pussy, La canzone nostra, Kumite |
| Capo Plaza                | 8  | Non cambierò mai, Tesla, Trap Phone, Yoshi (Remix), Gigolò, Chance, Allenamento #4, Moon |
| Shiva                     | 8  | Calmo, Chance, Auto blu, Alleluia, Syrup, Everyday, Gotham, Neon |
| Thasup                    | 8  | Yoshi, Supreme - L'ego, Blun7 a Swishland, Calmo, Spigoli, Altalene, Solite pare, S!r! |
| Blanco                    | 7  | La canzone nostra, Mi fai impazzire, Blu celeste, Brividi, Un briciolo di allegria, Bon ton, Piangere a 90 |
| Geolier                   | 7  | M' manc, X caso, Il male che mi fai, Everyday, I p' me, tu p' te, L'ultima poesia, Ginevra |
| Vasco Rossi               | 7  | Il mondo che vorrei, Ad ogni costo, Eh… già, I soliti, L'uomo più semplice, Cambia-menti, Una canzone d'amore buttata via |
| Marracash                 | 6  | Supreme - L'ego, Infinity Love, Il male che mi fai, 15 piani, Nato per questo, Gli sbandati hanno perso |
| Adele                     | 5  | Rolling in the Deep, Someone Like You, Skyfall, Hello, Easy on Me |
| Anna                      | 5  | Bando, Cookies n' Cream, Everyday, 30°C, Désolée |
| Ghali                     | 5  | Ninna Nanna, Cara Italia, Peace & Love, Boogieman, Good Times |
| Giusy Ferreri             | 5  | Non ti scordar mai di me, Novembre, Roma-Bangkok, Amore e capoeira, Jambo |
| J-Ax                      | 5  | Vorrei ma non posto, Assenzio, Senza pagare, Italiana, Ostia Lido |
| J Balvin                  | 5  | Ginza, Mi gente, X, Yoshi (Remix), Baby |
| Marco Mengoni             | 5  | Dove si vola, L'essenziale, Guerriero, Ti ho voluto bene veramente, Due vite |
| Arisa                     | 4  | Sincerità, La notte, Controvento, Fragili |
| Emma                      | 4  | Calore, Arriverà, Non è l'inferno, Cercavo amore |
| Francesca Michielin       | 4  | Distratto, Nessun grado di separazione, Magnifico, Chiamami per nome |
| Mahmood                   | 4  | Soldi, Calipso, Brividi, Tuta gold |
| Pinguini Tattici Nucleari | 4  | Giovani Wannabe, Ricordi, Nightmares, Islanda |
| Tiziano Ferro             | 4  | Stop! Dimentica, Alla mia età, Each Tear, Potremmo ritornare |
| Tony Effe                 | 4  | British, TVTB, Pussy, Sesso e samba |

Aggiornato a: Settimana 25, 2025.

### Artisti con più settimane in prima posizione (20 o oltre)
- 55 settimane - Sfera Ebbasta
- 49 settimane - Giusy Ferreri
- 40 settimane - Fedez
- 36 settimane - Blanco
- 27 settimane - Adele
- 23 settimane - Lazza, Mahmood, Salmo e Shakira
- 21 settimane - Guè[N 3], Jovanotti e Pharrell Williams
- 20 settimane - J-Ax

Aggiornato a: Settimana 22, 2025.

## Brani musicali al numero uno
- Brani musicali al numero uno della classifica Top Singoli durante gli anni 2000: 2008, 2009.
- Brani musicali al numero uno della classifica Top Singoli durante gli anni 2010: 2010, 2011, 2012, 2013, 2014, 2015, 2016, 2017, 2018, 2019.
- Brani musicali al numero uno della classifica Top Singoli durante gli anni 2020: 2020, 2021, 2022, 2023, 2024, 2025.

### Annotazioni
1. ↑  7 da solista e 3 con il gruppo Club Dogo.
2. ↑  2 da solista e 2 con il gruppo Dark Polo Gang.
3. ↑  17 da solista e 4 con il gruppo Club Dogo.

### Fonti
1. ↑   Sandro Giorello, La FIMI cambia le regole per calcolare le classifiche dei dischi più venduti, su rockit.it, 2 marzo 2017. URL consultato il 31 maggio 2021.
2. ↑   DIMT, FIMI: "Nelle classifiche ufficiali della musica conteggiato anche lo streaming audio", su Diritto Mercato Tecnologia, 12 settembre 2014. URL consultato il 31 maggio 2021.
3. ↑   Da oggi nelle classifiche ufficiali dei brani musicali sarà conteggiato anche lo streaming audio, su fimi.it, 11-09-2014 (archiviato dall'url originale il 14 settembre 2014).
4. ↑   Top Digital Download, su fimi.it. URL consultato l'11 luglio 2015 (archiviato dall'url originale il 10 maggio 2014).
5. ↑   Gianna Nannini in testa alla hit della prima classifica del web, su la Repubblica, 10 aprile 2006. URL consultato il 24 ottobre 2020 (archiviato l'11 aprile 2006).
6. ↑   Musica digitale, da lunedì la prima chart ufficiale FIMI Nielsen sui download, su Rockol.it, 7 aprile 2006. URL consultato il 24 ottobre 2020 (archiviato il 24 ottobre 2020).
7. ↑   Certificazioni Fimi Settimana 32: disco di diamante per "Roma Bangkok", su All Music Italia, 12 agosto 2019. URL consultato il 13 aprile 2020.